# Кеблавик (аэропорт)
Международный аэропорт Кеблавик (исл. Keflavíkurflugvöllur) (ИАТА: KEF, ИКАО: BIKF), также известный как Аэропорт Рейкьявик-Кеблавик, крупнейший аэропорт Исландии и главный хаб страны для международных авиаперевозок. Расположен в 3,1 км к западу от города Кеблавик и в 50 км от Рейкьявика. В аэропорту две взлётно-посадочные полосы, площадь аэропорта составляет около 25 кв. км.
Международный аэропорт Кеблавик является хабом для Icelandair и обслуживает большую часть международных авиаперевозок Исландии, все внутренние рейсы осуществляются через аэропорт Рейкьявика, который расположен в 3 км от городского центра Рейкьявика. Исключение составляют только сезонные рейсы в Акюрейри. Оператором аэропорта Кеблавик является государственное предприятие Isavia.

## История аэропорта

### Ранние годы
Аэропорт был построен военными США во время Второй мировой войны в качестве замены небольшой британской взлетно-посадочной полосы в Гардюре на севере. Военно-воздушным силам Армии США был необходим аэродром в Кеблавике, способный принимать тяжёлые бомбардировщики, а также истребители Союзников. Необходимые средства были выделены в январе 1942 года, а уже в мае началось строительство взлётно-посадочной полосы для истребителей. Полоса была названа Паттерсон-филд, в честь молодого пилота, умершего в Исландии. Аэродром для бомбардировщиков, получивший название Микс-филд, начал строиться в июле военными и гражданскими подрядчиками, но гражданских вскоре заменили недавно созданные строительные батальоны флота США (Seabees). Микс-филд начал эксплуатироваться 23 марта 1943 года, а в мае на этой ВПП стали делать промежуточную посадку военные самолёты, совершающие трансатлантические рейсы. Полосы были расположены на расстоянии 4 км друг от друга.
Во время войны комплекс аэропорта служил только военным целям, но после войны авиабаза дозаправки быстро развилась в крупный аэропорт, где совершали промежуточную посадку самолёты, следующие трансатлантическими рейсами. С уходом военных США в 1947 году контроль над аэропортом перешёл к властям Исландии, когда и получил название Аэропорт Кеблавик. Аэропорт управлялся совместно властями США и Исландии и принимал транзитные гражданские и военные самолёты. Военные США вернулись в Кеблавик в 1951 году под эгидой НАТО, и аэропорт оставался в совместном управлении до 30 сентября 2006 года, когда военные передали контроль над аэропортом правительству Исландии.

### С 1950-х годов
Во время реконструкции военной базы в Кеблавике в 1950-е годы пассажирский терминал располагался в середине базы. Поэтому международные пассажиры должны были проходить контрольно-пропускные пункты, чтобы попасть на свои рейсы, что выглядело как будто США контролируют границу с Исландией. Так продолжалось до 1987 года, когда пассажирский терминал был перенесён.
Присутствие иностранных вооруженных сил в Исландии, в рамках спонсируемого НАТО Соглашения об обороне между Исландией и США 1951 года, воспринималось неоднозначно в Исландии, которая не имела местных вооруженных сил, кроме Исландской береговой охраны. В течение 1960-х и 1970-х годов организовывались многочисленные митинги в знак протеста против американского военного присутствия в Исландии, и каждый год манифестанты проходили путь в 50 км (31 милю) из Рейкьявика в Кеблавик и скандировали: "Ísland úr NATO, herinn burt" (дословно: Исландия вне НАТО, военные уезжайте). Протесты оказались неэффективными. Одной из участников была Вигдис Финнбогадоттир, которая впоследствии стала первой женщиной-Президентом Исландии.
Бывшая закрытая военная зона в Кеблавике получила название «Зона аэропорта, безопасности и развития» под управлением Keflavík International Airport Ltd. (создана 1 января 2009 года), Исландского агентства безопасности и Keflavík Airport Development Corporation (Kadeco), соответственно. Береговая Охрана обслуживает ангары для военных самолетов, а также склады боеприпасов, радиолокаторы ПВО и другую военную технику для целей национальной обороны. Бывшая военная территория (U.S. Naval Air Station Keflavik) была перестроена компанией Kadeco и получила название Ásbrú в соответствии со своим новым предназначением. Аэропорт находится в маленькой деревне  Sandgerði, но взлетно-посадочная полоса ведет в город Кеблавик.
Две взлетно-посадочные полосы длиной 3000 метров (10 000 футов) и шириной 61 метр (200 футов) имеют достаточную длину для того, чтобы принимать аппараты Спейс шаттл и самолёты Ан-225. 29 июня 1999 года сверхзвуковой Конкорд (G-BOAA) произвел посадку в аэропорту Кеблавик. Аэропорт также является важным пунктом для возможных вынужденных посадок для самолетов выполняющих трансатлантические рейсы.

## Терминал

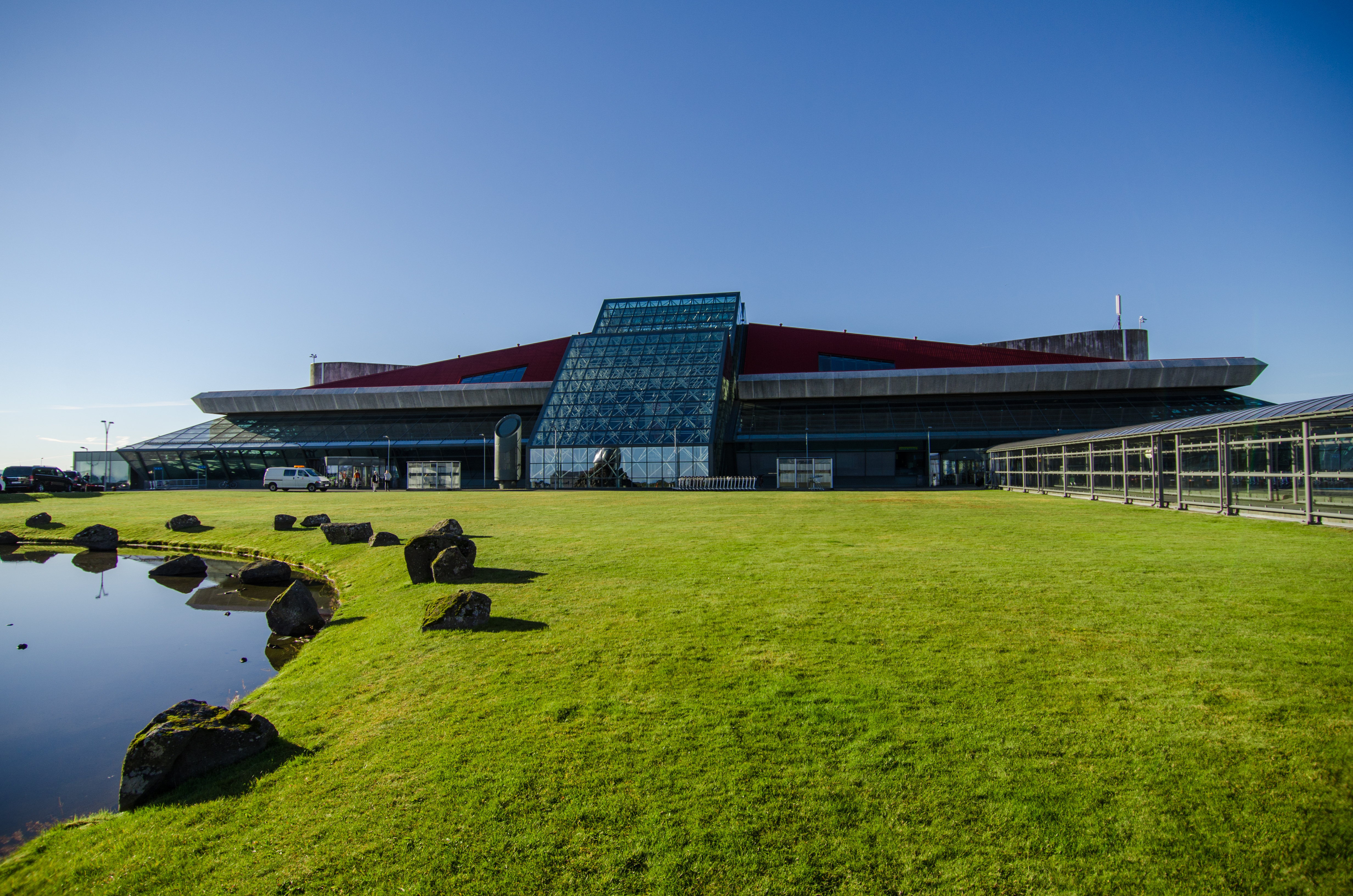
Терминал аэропорта

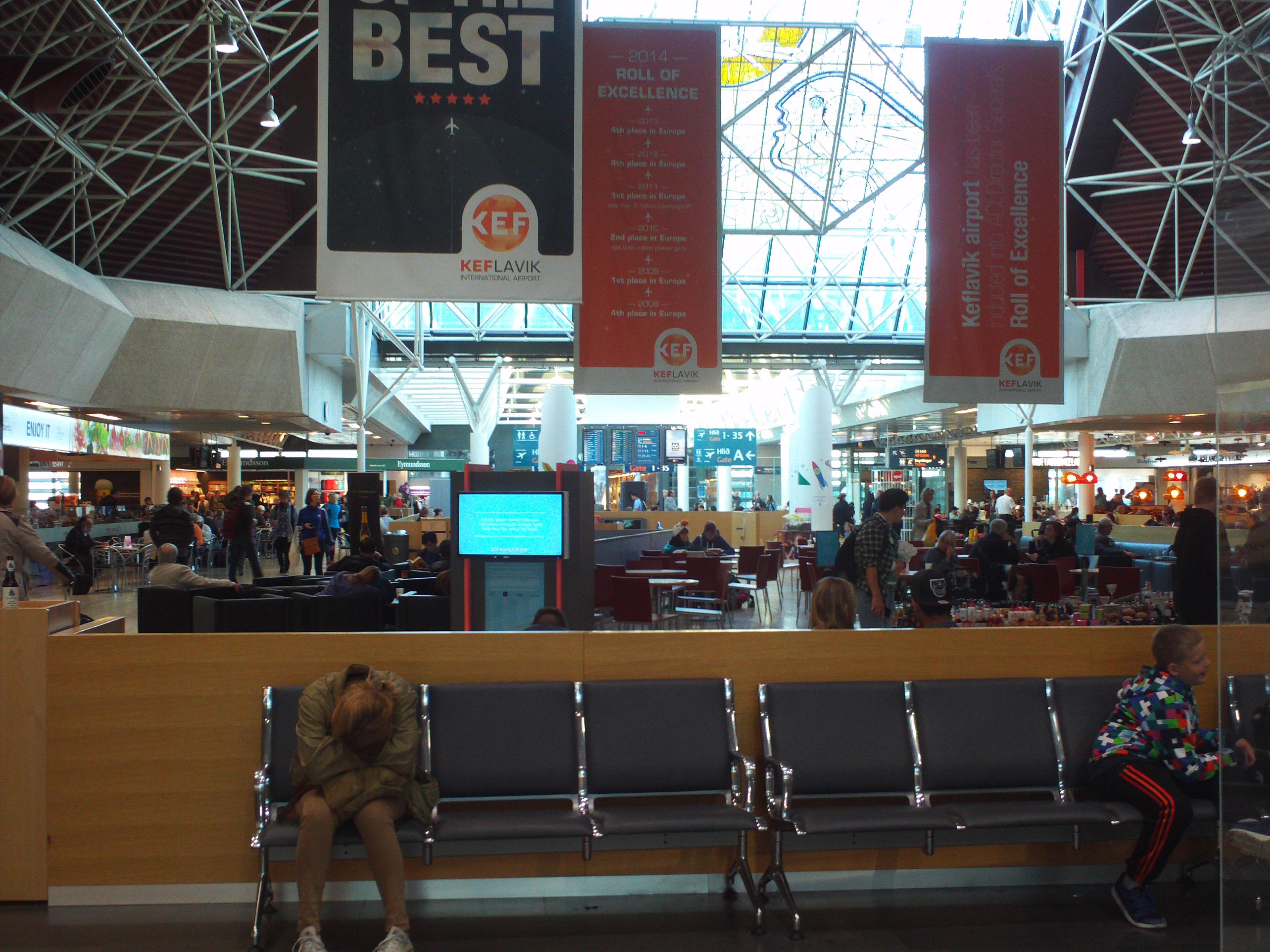
Терминал аэропорта

В аэропорту один терминал, носящий имя Лейфа Эрикссона (Flugstöð Leifs Eiríkssonar). Он был открыт в 1987 году и отделил гражданский пассажирский трафик и военную базу. В 2001 терминал был увеличен за счёт Южного здания (которое не является самостоятельным терминалом) в соответствии с требованиями Шенгенского соглашения. Северное здание было позже увеличено, работы завершились в 2007 году.
В залах ожидания вылета и прилета терминала есть магазины беспошлинной торговли. В 2016 году действующий терминал был расширен и добавлено 7 гейтов. Также планируется добавить третью взлетно-посадочную полосу.

## Авиакомпании и пункты назначения

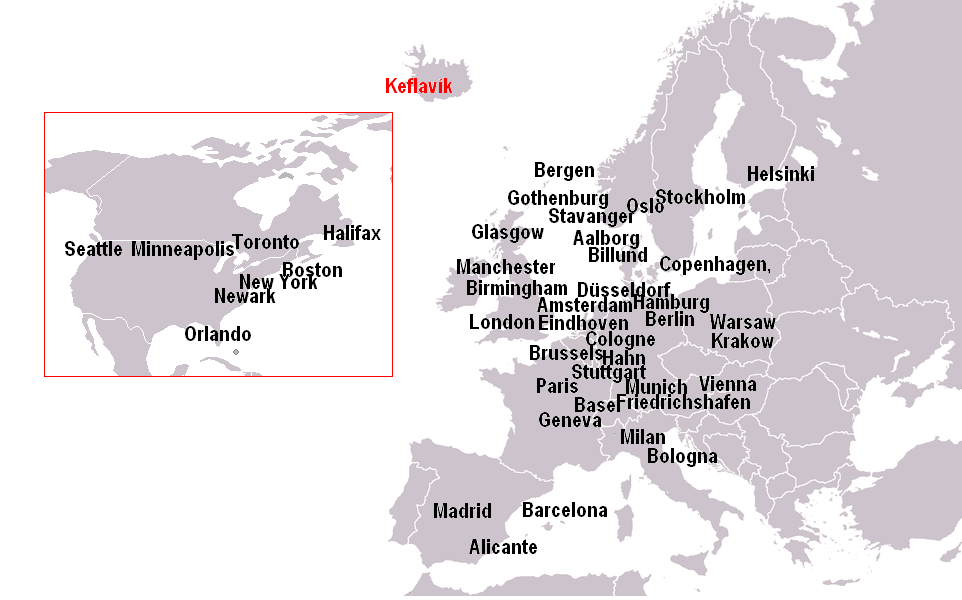
Города, в которые было прямое воздушное сообщение из Кеблавика в 2009 году

Несмотря на то, что численность населения Исландии составляет только 350 тыс. человек, из аэропорта осуществляются множество регулярных рейсов в города США и Европы. Крупнейшим авиаперевозчиком в Кеблавике является Icelandair. 23 октября 2012 года авиакомпания WOW air приобрела Iceland Express, став вторым по величине исландским перевозчиком в аэропорту. 28 марта 2019 года WOW air была объявлена банкротом.
В аэропорту Кеблавик обслуживаются только международные рейсы (кроме стыковочных рейсов в Акюрейри из Гренландии авиакомпании Air Iceland Connect), внутренние рейсы и рейсы в Гренландию осуществляются из аэропорта Рейкьявика. Для пересадки с международного рейса на внутренний необходим переезд 50 км, поэтому рекомендуется иметь как минимум трёхчасовой запас времени между рейсами.

### Грузовые авиакомпании
| Авиакомпания          | Пункты назначения                                     |
| --------------------- | ----------------------------------------------------- |
| Air Atlanta Icelandic | Баграм, Джакарта/Сукарно-Хатта, Люксембург, Франкфурт |
| ASL Airlines Belgium  | Льеж, Нью-Йорк/Кеннеди                                |
| Atlas Air             | Астана, Фарго, Шымкент                                |
| Bluebird Cargo        | Дублин, Кёльн/Бонн, Монктон                           |
| Icelandair Cargo      | Восточный Мидландс, Лондон/Станстед, Льеж             |
| UPS Airlines          | Кёльн/Бонн, Монктон, Эдинбург                         |

## Статистика

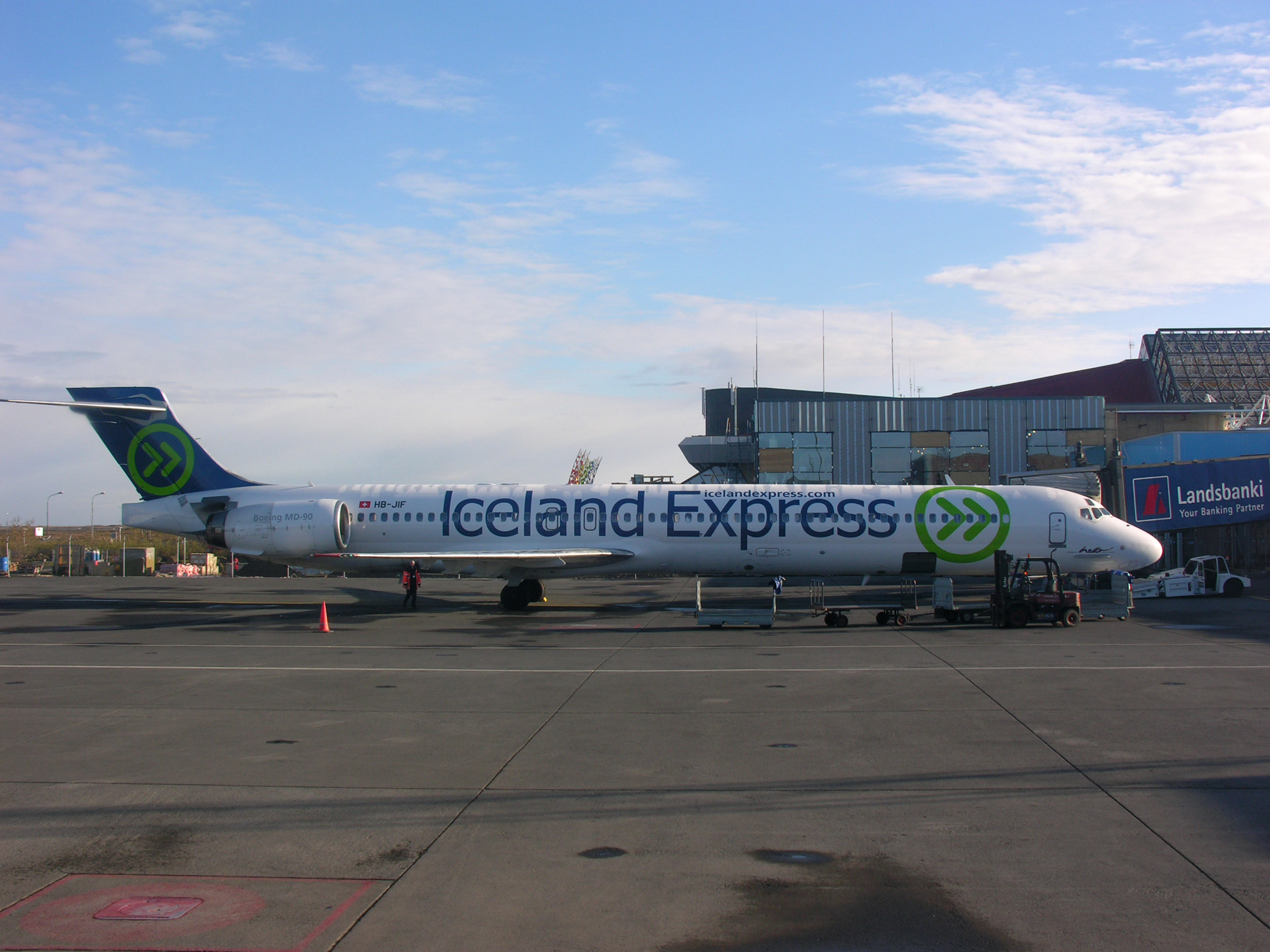
Самолёт Iceland Express в Кеблавике

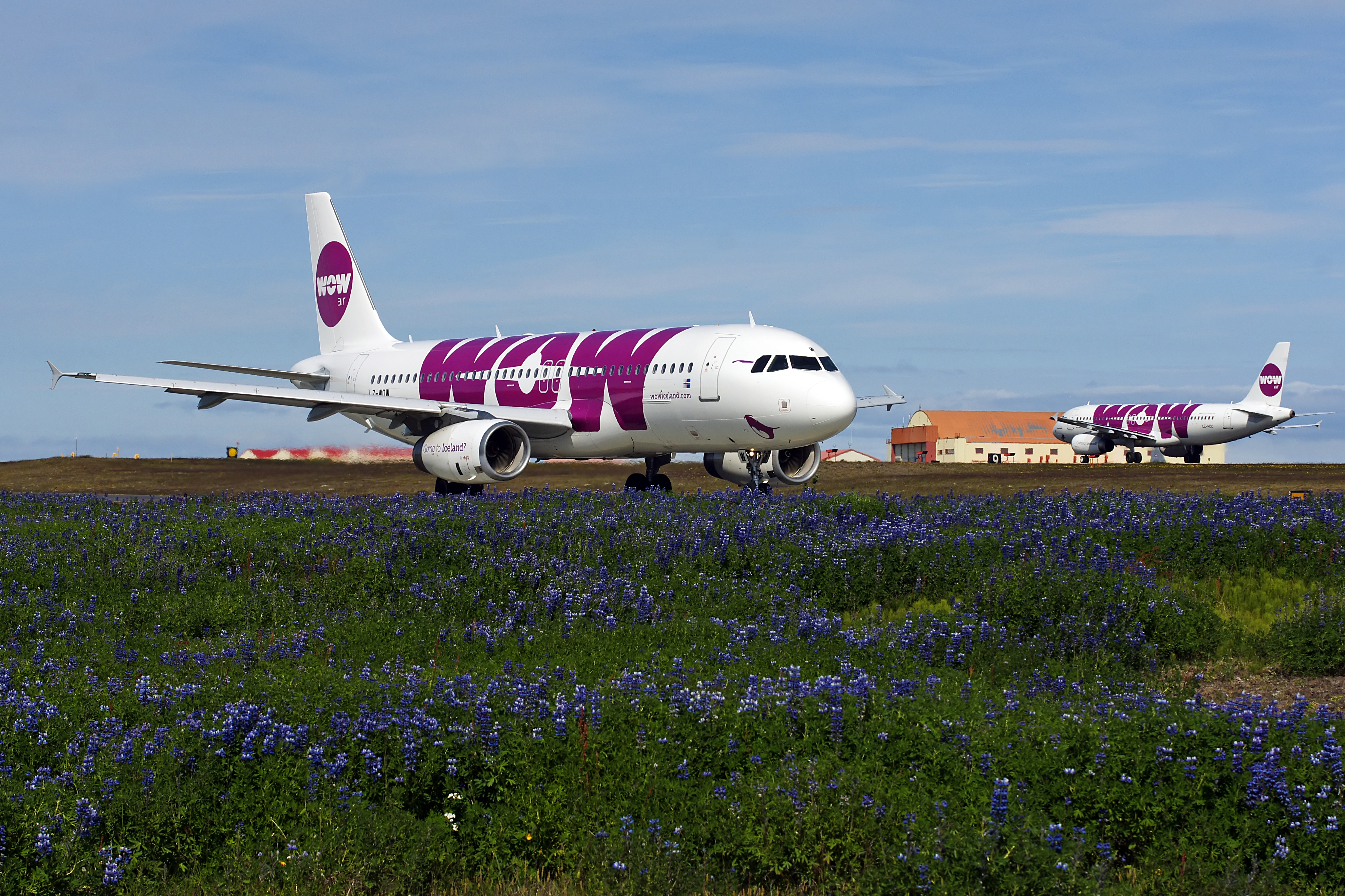
Самолет Airbus A320 WOW Air в аэропорту Кеблавик

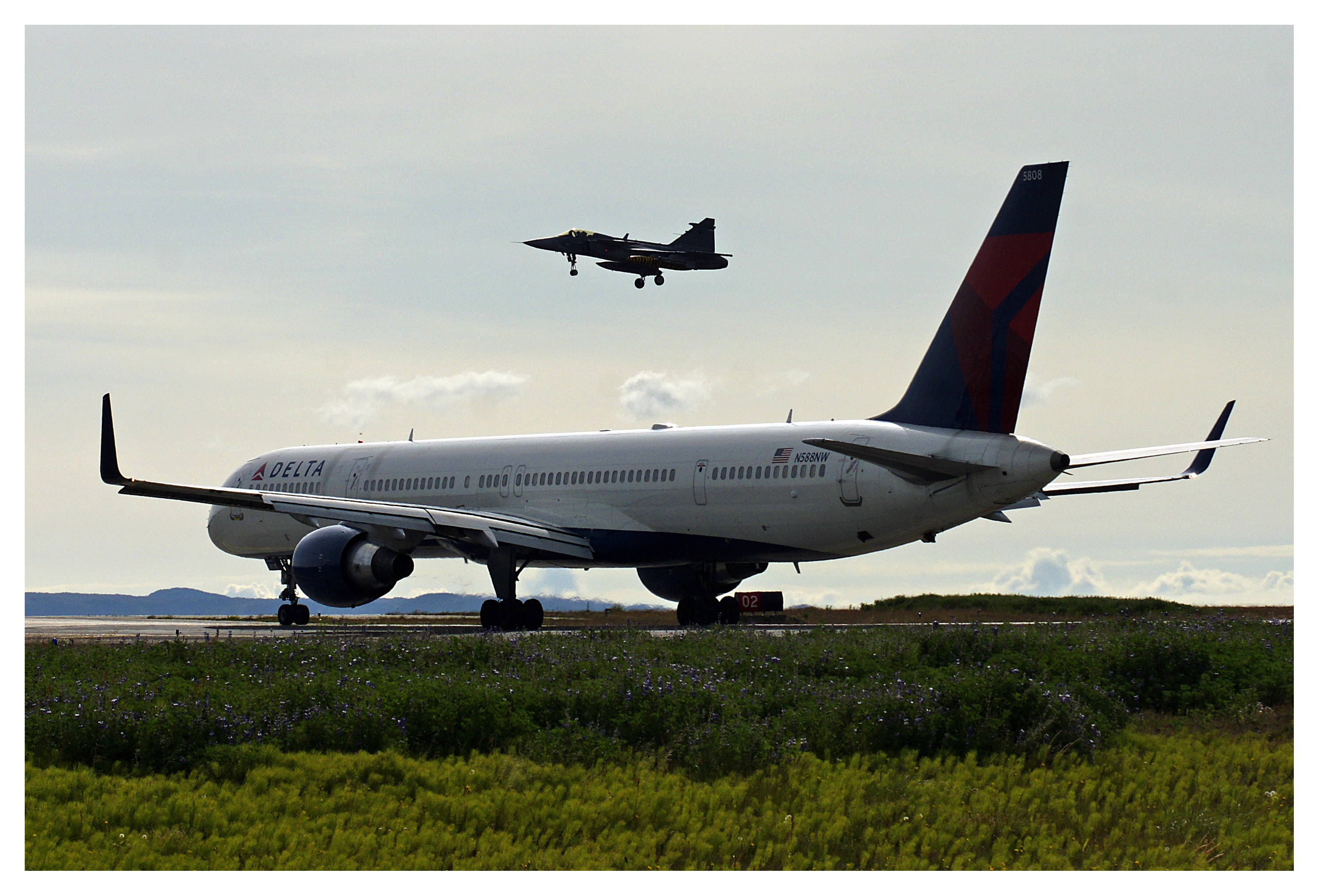
Delta Air Lines в Кеблавике

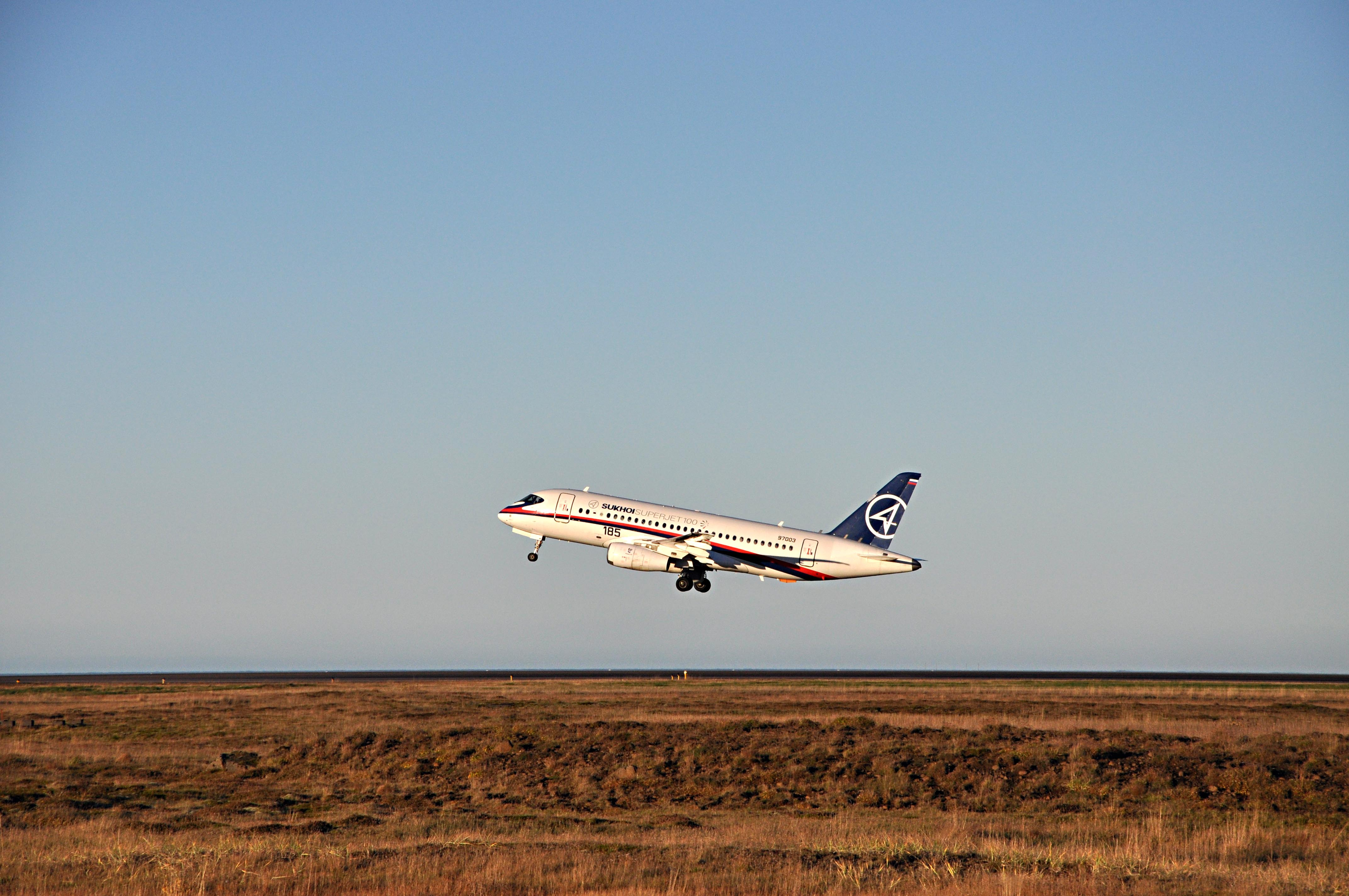
Российский SSJ100 в аэропорту Кеблавик

| Город                          | Пассажиропоток |
| ------------------------------ | -------------- |
| Лондон (Гатвик, Лутон, Хитроу) | 822.075        |
| Копенгаген                     | 533.398        |
| Париж (Орли, Шарль-де-Голь)    | 427.128        |
| Нью-Йорк (Кеннеди, Ньюарк)     | 398.685        |
| Бостон                         | 339.691        |
| Амстердам                      | 314.178        |
| Осло/Гардермуэн                | 309.025        |
| Торонто/Пирсон                 | 214.105        |
| Франкфурт                      | 213.501        |
| Стокгольм/Арланда              | 184.016        |
| Манчестер                      | 153.690        |
| Сиэтл/Такома                   | 150.245        |
| Хельсинки                      | 146.799        |
| Мюнхен                         | 146.193        |
| Вашингтон/Даллес               | 136.380        |
| Балтимор                       | 133.067        |
| Миннеаполис/Сен-Пол            | 108.766        |
| Берлин/Шенефельд               | 100.884        |

| Год  | Пассажиропоток | Процент |
| ---- | -------------- | ------- |
| 2004 | 1.883.725      |         |
| 2005 | 2.101.679      | +11.6%  |
| 2006 | 2.272.917      | +8.1%   |
| 2007 | 2.429.144      | +6.9%   |
| 2008 | 2.193.434      | -9.7%   |
| 2009 | 1.832.944      | -16.4%  |
| 2010 | 2.065.188      | +12.7%  |
| 2011 | 2.474.806      | +19.8%  |
| 2012 | 2.764.026      | +11.7%  |
| 2013 | 3.209.848      | +16.1%  |
| 2014 | 3.867.425      | +20.5%  |
| 2015 | 4.855.505      | +25.5%  |
| 2016 | 6.821.358      | +40.4%  |
| 2017 | 8.755.352      | +28.3%  |

## Наземный транспорт
Между аэропортом и Рейкьявиком существует только автомобильное сообщение. Новая скоростная автомагистраль была открыта в 2008 году (дорога 41). Возле терминала есть такси. Доступен прокат автомобилей от различных компаний. Расписание автобусов согласуется с расписанием самолётов. Автобусы в аэропорт следуют от автовокзала Рейкьявика, путь в среднем занимает 45 минут. Для того, чтобы попасть в аэропорт Рейкьявика на внутренние рейсы, нужно делать пересадку на автовокзале.

## Инциденты
- 21 июля 2013 года российский авиалайнер Sukhoi Superjet 100, опытный самолет, бортовой номер 97005, совершил посадку с невыпущенным шасси во время испытательного полета. Причиной была ошибка экипажа из-за усталости. Они управляли самолетом вручную для имитации отказов.[15][16]
- 28 апреля 2017 года самолет Primera Air Boeing 737-800 выкатился за пределы взлетно-посадочной полосы.[17]